# Yaryna Chornohuz
Yaryna Yaroslavivna Chornohuz (en ucraniano: Ярина Ярославівна Чорногуз) es una poeta ucraniana, médica militar y cabo mayor de las Fuerzas Armadas de Ucrania.

## Primeros años y educación
Chornohuz nació en 1995 en la ciudad de Kiev. Es la nieta del escritor ucraniano Oleg Chornohuz.
Asistió a la Academia Kyiv-Mohyla, donde estudió filología y literatura.

## Carrera
Estuvo trabajando en una editorial como traductora mientras cursaba su maestría, donde una de sus responsabilidades era la traducción de libros del inglés al ucraniano.
Chornohuz se unió al ejército ucraniano en 2019 como médica en el «batallón de voluntarios Hospitallers», sirviendo como médica de combate durante la guerra del Dombás. El 22 de enero de 2020 su novio Mykola Sorochuk murió en combate en la región de Talakivka durante la guerra. Tras la muerte de su pareja se hizo soldado y fue contratada por las Fuerzas Armadas de Ucrania, terminando sirviendo en el Batallón de Reconocimiento nº 140 de la Marina.
A principios de 2020 el presidente ucraniano, Volodímir Zelenski, acordó permitir que representantes de las regiones separatistas de Luhansk y Donetsk se unieran a un nuevo consejo con el objetivo de asesorar sobre la paz en el Dombás, decisión que algunos ucranianos consideraron que otorgaba legitimidad a la agresión rusa. El 13 de marzo Chornohuz inició una protesta en solitario contra esta decisión acampando frente a la Oficina Presidencial de Kiev. Aunque en ese momento, debido a la propagación del COVID-19, las protestas públicas eran ilegales en Ucrania, en pocos días 500 personas se unieron a su protesta.
En 2020, se publicó su libro de poesía Як вигинається воєнне коло (en inglés: How the War Circle Bends). Contenía una colección de poesía en verso libre sobre la guerra de trincheras, escrita durante el tiempo que sirvió en el frente en el ejército ucraniano.

Chornohuz servía en el Dombás cuando empezó la invasión rusa a Ucrania en 2022, y continuó sirviendo en la guerra, luchando en Popasna, Mariúpol y Bajmut. Más tarde ese año, Chornohuz y otras tres soldados ucranianas viajaron a Estados Unidos para hablar con miembros del Congreso y pedir más vehículos y recursos militares para Ucrania.

## Premios y distinciones
Chornohuz ganó un premio por su colección de poesía Як вигинається воєнне коло en un concurso literario de 2020 de la editorial Smoloskyp. En 2021, Chornohuz fue incluida en la lista de las 100 mujeres más influyentes de Ucrania de la revista ucraniana Focus. El 19 de mayo de 2022 recibió la Medalla de Salvamento ucraniana. En 2023, fue nominada al premio «Mujeres en las Artes» en la categoría «Mujeres en la Literatura».